# Kawachi, Ibaraki
Kawachi (河内町 Kawachi-machi) là thị trấn thuộc huyện Inashiki, tỉnh Ibaraki, Nhật Bản. Tính đến ngày 1 tháng 10 năm 2020, dân số ước tính thị trấn là 8.231 người và mật độ dân số là 190 người/km2. Tổng diện tích thị trấn là 44,30 km2.

## Địa lý

### Đô thị lân cận
- Ibaraki
  - Ryūgasaki
  - Inashiki
  - Tone
- Chiba
  - Narita
  - Sakae
  - Kōzaki